# Ghen Cô Vy
"Ghen Cô Vy" (tựa tiếng Anh: "Ghen CoV") là một dự án truyền thông phòng chống dịch COVID-19 khởi tạo từ Viện Sức khỏe nghề nghiệp và môi trường Việt Nam, trực thuộc Bộ Y tế, nhằm mục đích cùng người dân xây dựng các thói quen để phòng chống đại dịch COVID-19. Dự án do Hoàng Diễm Huyền hình thành ý tưởng, phụ trách sản xuất và quản lý, bao gồm bài hát "Ghen Cô Vy"' do Khắc Hưng sáng tác, Min và Erik thể hiện, Video hoạt hình Ghen Cô Vy do Hoàng Diễm Huyền và Yang Animation Artist thực hiện và "Vũ điệu rửa tay Ghen Cô Vy" do Quang Đăng biên đạo và Quang Đăng, Minh Quân thể hiện.
Ghen Cô Vy (Ghen CoV) được đánh giá như một cột mốc về cách truyền thông sức khỏe cộng đồng sáng tạo, hiệu quả trong dịch COVID-19  Ghen Cô Vy cũng mở đường cho một giai đoạn mới về truyền thông cộng đồng (PSA) ở Việt Nam 
Bài hát Ghen Cô Vy do nhạc sĩ Khắc Hưng sáng tác và sản xuất, được phát hành vào ngày 23 tháng 2 năm 2020 trên mạng video trực tuyến YouTube, do hai ca sĩ Min và Erik hát lại từ ca khúc "Ghen" (2017). Bài hát này, cùng MV và "Vũ điệu rửa tay" đã trở nên nổi tiếng trên thế giới khi được John Oliver khen ngợi trong chương trình Last Week Tonight with John Oliver của đài HBO ngày 1 tháng 3 năm 2020. Các phần của dự án sau đó đã trở thành hiện tượng lan truyền nhanh và được nhiều nơi trên thế giới xem là giai điệu ấn tượng cho chiến dịch chống lại dịch bệnh này. Ngày 9 tháng 4, phiên bản tiếng Anh cho ca khúc chính thức được ra mắt.

## Phiên bản gốc
Bài hát Ghen được phát hành vào ngày 23 tháng 5 năm 2017 trên hệ thống video trực tuyến YouTube. Đây là sáng tác tiếp theo của nhạc sĩ Khắc Hưng sau khi cộng tác thành công với ca sĩ Min ("Yêu") và Erik ("Sau tất cả") vào năm 2016. Video đạt 4,2 triệu lượt xem sau 4 ngày ra mắt và từng đạt vị trí số 1 tại YouTube Việt Nam. Theo Khắc Hưng, ca khúc này được anh sáng tác trong vòng 15 phút và toàn bộ phần hòa âm phối khí được hoàn thiện chỉ sau đó vài giờ với sự hỗ trợ từ các nghệ sĩ Bố Thỏ Heo và Nguyễn Trần Trung Quân. Video ca khúc được quay trong vòng 30 tiếng tại Thành phố Hồ Chí Minh, do Nguyễn Trần Trung Quân, Denis Đặng và Đinh Hà Uyên Thư sản xuất.

## Phiên bản 2020

### Sản xuất
Cuối tháng 1 năm 2020, trước những diễn biến phức tạp của dịch bệnh COVID-19 tại Việt Nam, Hoàng Diễm Huyền, đại diện Viện Sức khỏe Nghề nghiệp và Môi trường, đã có ý tưởng phải dùng các công cụ trực quan để đưa thông tin phòng bệnh đến người dân, mục tiêu thông tin phải lan truyền thông tin khoa học nhanh hơn tốc độ lây lan của bệnh dịch. Khắc Hưng đã được Hoàng Diễm Huyền liên hệ sáng tác một ca khúc mới để tuyên truyền phòng chống dịch bệnh nguy hiểm này. Tuy nhiên, do yêu cầu về thời gian, Hoàng Diễm Huyền có gợi ý lấy một bài hit của Hưng và đổi lời Toàn bộ nội dung ca khúc nói về các biện pháp vệ sinh cá nhân và phòng tránh lây nhiễm cộng đồng, nhằm phòng tránh lây lan căn bệnh này
"Trong thời khắc quan trọng chiến đấu với dịch bệnh, chúng tôi mong ca khúc có thể truyền thêm lửa và bớt chút căng thẳng cho những chiến sĩ tuyến đầu của cuộc chiến. Đó là đội ngũ chuyên gia, các y bác sĩ, các nhân viên y tế và hàng triệu người lao động, những người ở tiền tuyến tiếp xúc và đấu tranh hằng ngày với dịch bệnh", trích lời Bộ Y tế.
Sau khi Khắc Hưng quyết định chọn ca khúc Ghen, Diễm Huyền đã thuyết phục và mời hai ca sĩ Min và Erik trực tiếp thu âm lại ca khúc mới này, cho phát hành trên kênh YouTube của Min vào ngày 23 tháng 2 năm 2020. Video clip của ca khúc là phần minh họa hoạt hình thực hiện bởi nhóm nghệ sĩ Yang Animation, kịch bản Hoàng Diễm Huyền – Dương Việt Anh.
Với mục tiêu lan toả các thông tin phòng bệnh nhanh chóng hơn dịch bệnh, vũ điệu trong đó trọng tâm là 6 bước rửa tay theo tiêu chuẩn của Tổ chức Y tế Thế giới (WHO) là hoạt động mũi nhọn tiếp theo của chiến dịch. Trong các vũ điệu do các dance studio và các vũ công gửi, vũ điệu rửa tay do Quang Đăng biên đạo được lựa chọn làm vũ điệu đồng hành với bài hát Ghen Cô Vy. Với yêu cầu về thử thách điệu nhảy rửa tay bao gồm 6 bước rửa tay cơ bản, theo Quang Đăng, anh đã sáng tác ra điệu nhảy "Vũ điệu rửa tay" của ca khúc này chỉ trong 15 phút, dựa vào các động tác trong phần lời ca khúc. Video của Quang Đăng được tải lên YouTube, Instagram và TikTok cùng trong ngày 23 tháng 2, và trở thành một xu hướng được nhiều bạn trẻ bắt chước trên nhiều ứng dụng xã hội với hashtag #ghencovychallenge #vudieuruatay Hashtag #vudieuruatay #handwashingmove đã có 200 triệu tương tác trên Tiktok, với sự tham gia của nhiều người nổi tiếng thế giới cũng như .  Ngày 9 tháng 4, MV phiên bản tiếng Anh của bài hát do Min và Erik biểu diễn đã chính thức ra mắt có tên là Ghen CoV.

### Đón nhận
— Khắc Hưng
Tối ngày 1 tháng 3 trên chương trình Last Week Tonight with John Oliver của kênh HBO, ca khúc Ghen Cô Vy và "Vũ điệu rửa tay" bất ngờ được MC John Oliver hết lời ca ngợi "hay không thể tưởng tượng nổi". Ông cũng phân tích ca khúc có phần lời vô cùng phấn khích, cũng như khen ngợi Chính phủ Việt Nam đã có một cách làm chính xác, nhanh chóng nhưng "không hề nhàm chán", góp phần biến đây trở thành một trong những quốc gia kiểm soát dịch xuất sắc nhất thế giới. Sự kiện này khiến Khắc Hưng cảm thấy vô cùng "bất ngờ", còn vũ công Quang Đăng "tự hào" và "hạnh phúc". Ngay lập tức sáng ngày 2 tháng 3, ê-kíp sản xuất đã đăng tải phụ đề tiếng Anh trên ứng dụng YouTube. Truyền thông quốc tế cũng đã có những phản ứng vô cùng tích cực đối với ca khúc này.
Tạp chí Stern của Đức có viết: "Việt Nam đã cho thấy, nhờ sự sáng tạo mà thông tin về sự lây lan của virus corona có thể được cung cấp mà không đánh giá thấp tình hình nguy hiểm. Bài hát mô tả các phương pháp mà xã hội có thể bảo vệ dễ dàng và hiệu quả chống lại sự lây lan của virus corona. Min, một ca sĩ tham gia, viết trên YouTube rằng dự án nhằm mục đích khôi phục niềm tin cho xã hội". Trong khi đó tạp chí Billboard của Mỹ nhận xét ca khúc "cực kỳ hấp dẫn và nghe lọt lỗ tai". Đài truyền hình SBS Hàn Quốc cho rằng "Thông điệp nâng cao sức khỏe cộng đồng về virus corona của Việt Nam đã lan truyền theo hướng tích cực" Còn tại Pháp, trong chương trình tối ngày 4 tháng 3, đài BFM TV đã giới thiệu ca khúc cùng sơ lược về sự phát triển của V-pop. Với những số liệu thống kê về tình hình dịch COVID-19 tại Việt Nam, họ kết luận "Có lẽ V-pop đã giải cứu thành công Việt Nam khỏi dịch bệnh". Ghen Cô Vy cũng được khen ngợi trên tờ Huffington Post, nhấn mạnh những hiệu ứng tích cực không chỉ từ giai điệu, ca từ mà cả "vũ điệu rửa tay" đều đang trở thành làn sóng trên các mạng xã hội.
Ca khúc Ghen Cô Vy cũng được trình bày bằng các ngôn ngữ nước ngoài khác nhau như tiếng Anh, tiếng Pháp, tiếng Trung,... Phối hợp Chương tình Phát triển Liên Hợp Quốc (UNDP) và Vụ truyền thông, thi đua và khen thưởng- Bộ Y tế, phiên bản tiếng Việt cũng đã có các bản phụ đề phiên âm tiếng dân tộc như tiếng Thái, tiếng Tày, tiếng H'Mông, tiếng Cao Lan, tiếng Sán Chỉ, tiếng Dao... để cùng lan tỏa thông điệp đến từng đồng bào miền núi xa xôi và thực hiện biện pháp phòng chống bệnh COVID-19 nhằm đảm bảo thành quả kiểm soát dịch bệnh của Việt Nam.
Ghen Cô Vy được báo chí quốc tế đánh giá như một điểm sáng về cách truyền thông hiệu quả trong đại dịch COVID-19. Trong buổi ra mắt báo cáo thường niên của Global Preparedness Monitoring Board, một tổ chức độc lập dưới thỏa thuận của Ngân hàng Thế giới (World Bank) và Tổ chức Y tế Thế Giới (WHO), với sự tham gia của các lãnh đạo của các tổ chức quốc tế hàng đầu thế giới như World Bank, World Health Organisation, UNICEF, Hội Chữ Thập đỏ Quốc tế (IFRC), Ghen CoV đã được đưa ra làm dẫn chứng cho cách mà các chính phủ có thể tuyên truyền các biện pháp phòng bệnh dựa trên khoa học mà vẫn thu hút cộng đồng một cách rất hiệu quả. Các chuyên gia hàng đầu cũng dựa vào đó để tiếp tục thảo luận về cách vận động công dân tham gia chống dịch hiệu quả.
Tờ New York Times cũng đánh giá cao cách tuyên truyền nhanh chóng, rõ ràng, nhất quán, thông minh và sáng tạo của Chính phủ Việt Nam trong đại dịch COVID-19. Vũ điệu rửa tay và bái hát Ghen Cô Vy được dẫn chứng là 1 phần quan trọng trong thành công của Việt Nam trong việc quản lý thành công dịch COVID-19 ở giai đoạn đầu 

## Danh sách bài hát
- Tải nhạc kĩ thuật số

1. Ghen Cô Vy – 3:10
2. Ghen Cô Vy (Three Crown Studio) – 3:43

- Tải nhạc kĩ thuật số

1. Ghen Co Vy (Vietnamese Version) – 3:10
2. Ghen Co Vy (English Version) – 3:10

## Thành tích
Nhóm tác giả của dự án truyền thông sáng tạo "Ghen Cô Vy" trực thuộc Viện Sức khỏe nghề nghiệp và Môi trường – Bộ Y tế, bao gồm Hoàng Diễm Huyền, nhạc sĩ Khắc Hưng, ca sĩ Min, ca sĩ Erik, vũ công Quang Đăng và nhóm nghệ sĩ Yang Animation Artist, đã được Chủ tịch Quốc hội Nguyễn Thị Kim Ngân và Trưởng Ban Tuyên giáo Trung ương Võ Văn Thưởng trao Giải Nhất của Giải thưởng toàn quốc về Thông tin đối ngoại lần thứ VI  Ekip sản xuất trước đó cũng được Ban Tuyên giáo Trung ương trao tặng Bằng khen cho thành tích trong việc tuyên truyền phòng chống dịch COVID-19.
| Bằng Khen của Ban Tuyên Giáo Trưng Ương cho công tác tuyên truyền phòng chống dịch COVID-19 Giải Nhất Giải thưởng Thông Tin Đối Ngoại Toàn Quốc lần thứ 6 Giải thưởng Chiến dịch của năm 2020 tại Tiktok Awards cho hashtag #vudieuruatay Giải thưởng Âm Nhạc của năm tại Tiktok Awards Giải Dự án truyền cảm hứng của năm trong lễ trao giải Ngôi Sao của năm 2020 Giải Nhất hạng mục MV cổ động và vũ điệu cổ động trong cuộc bình chọn tuyên truyền phòng chống dịch COVID-19 20 nhân vật truyền cảm hứng của năm tại Wechoice Awards 2020 Top 5 bài hát rửa tay do tạp chí Times (Hoa Kỳ) bình chọn Top 10 ca khúc xoa dịu lo lắng trong dịch COVID-19 do tạp chí Billboard bình chọn |